# Сяонаньмэнь (станция метро)
«Сяонаньмэнь» (англ. Xiaonanmen; кит. 小南門) — станция линии Сяонаньмэнь Тайбэйского метрополитена, открытая 31 августа 2000 года.
Расположена между станциями «Симэнь» и «Мемориальный зал Чан Кайши». Находится на территории района Чжунчжэн в Тайбэе.

## Техническая характеристика
«Сяонаньмэнь» — однопролётная станция. Работает только один путь, так как на линии Сяонаньмэнь действует челночное движение поездов.  11 апреля 2018 на станции были установлены автоматические платформенные ворота.

## Близлежащие достопримечательности
Недалеко от станции располагаются Маленькие Южные ворота и ботанический сад.